# Rudolf II. Habsburský (1232)
Rudolf II. Habsburský (1168 – 10. dubna 1232) byl alsaský lantkrabě, hrabě v Aargau, částech Zürichgau a vévoda z Laufenburgu z rodu Habsburků.
Rudolf se narodil jako jediný syn hraběte Albrechta III. a Ity z Pfullendorf-Bregenz, dcery Rudolfa z Pfullendorfu. Po smrti svého otce v roce 1199 se stal hrabětem habsburským. Byl dědem pozdějšího římsko-německého krále Rudolfa I. Habsburského.
Když vypukl spor o německý trůn, Rudolf se v roce 1200 nejprve postavil na stranu Oty IV. Brunšvického, avšak později přešel ke štaufskému táboru a měl osobní vztah s Fridrichem II. V roce 1218 dostal Rudolf zástavní právo na říšské hejtmanství Uri. Rudolf byl pohřben 10. dubna 1232 v Muri.

## Rodina
Rudolfova manželka se jmenovala Anežka Štaufská (kolem 1165/1170 – před 1232). Spolu měli 5 potomků:
- Werner IV.
- Albrecht IV. Bílý (cca 1188 – 13. prosince 1239, Askalon), hrabě z Aargau a horního Alsaska
- Rudolf III. Habsburský († 6. července 1249), hrabě z Laufenburgu
- Gertruda (asi 1223 – 1241) ∞ hrabě Ludvík III. z Frohburgu
- Heilwig' († 30. dubna 1260) ∞ hrabě Heřman III. z Frohburgu